# Nasa rugosa
Nasa rugosa är en brännreveväxtart. Nasa rugosa ingår i släktet färgkronor, och familjen brännreveväxter.

## Underarter
Arten delas in i följande underarter:
- N. r. gracilipes
- N. r. llaqtacochaensis
- N. r. pygmaea
- N. r. rugosa